# آرن لي باريت
آرن لي باريت (بالإنجليزية: Arran Lee-Barrett)‏ (28 فبراير 1984 بإبسوتش في المملكة المتحدة - ) هو لاعب كرة قدم بريطاني في مركز حراسة المرمى. شارك مع منتخب إنجلترا لكرة القدم C ‏. أما مع النوادي، فقد لعب مع إيبسويتش تاون وبولتون واندررز وكارديف سيتي وكوفنتري سيتي ونادي ميلوول ونادي هارتلبول يونايتد ونادي ويموث.

## وصلات خارجية
- آرن لي باريت على موقع قاعدة بيانات كرة القدم.إي يو (الإنجليزية)
- آرن لي باريت على موقع Soccerbase.com (لاعب) (الإنجليزية)